# Kaserbach
Der Kaserbach ist ein ganzjähriges Fließgewässer im Mangfallgebirge.
Er entsteht aus mehreren Gräben an den Nordhängen von Brünnstein und Brünnsteinschanze, fließt weitgehend nordwärts, bevor er von rechts in den Auerbach mündet.
Der Name bedeutet 'Bach an der Kaser' (mittelhochdeutsch kæser(e) „Sennhütte“).

## Galerie

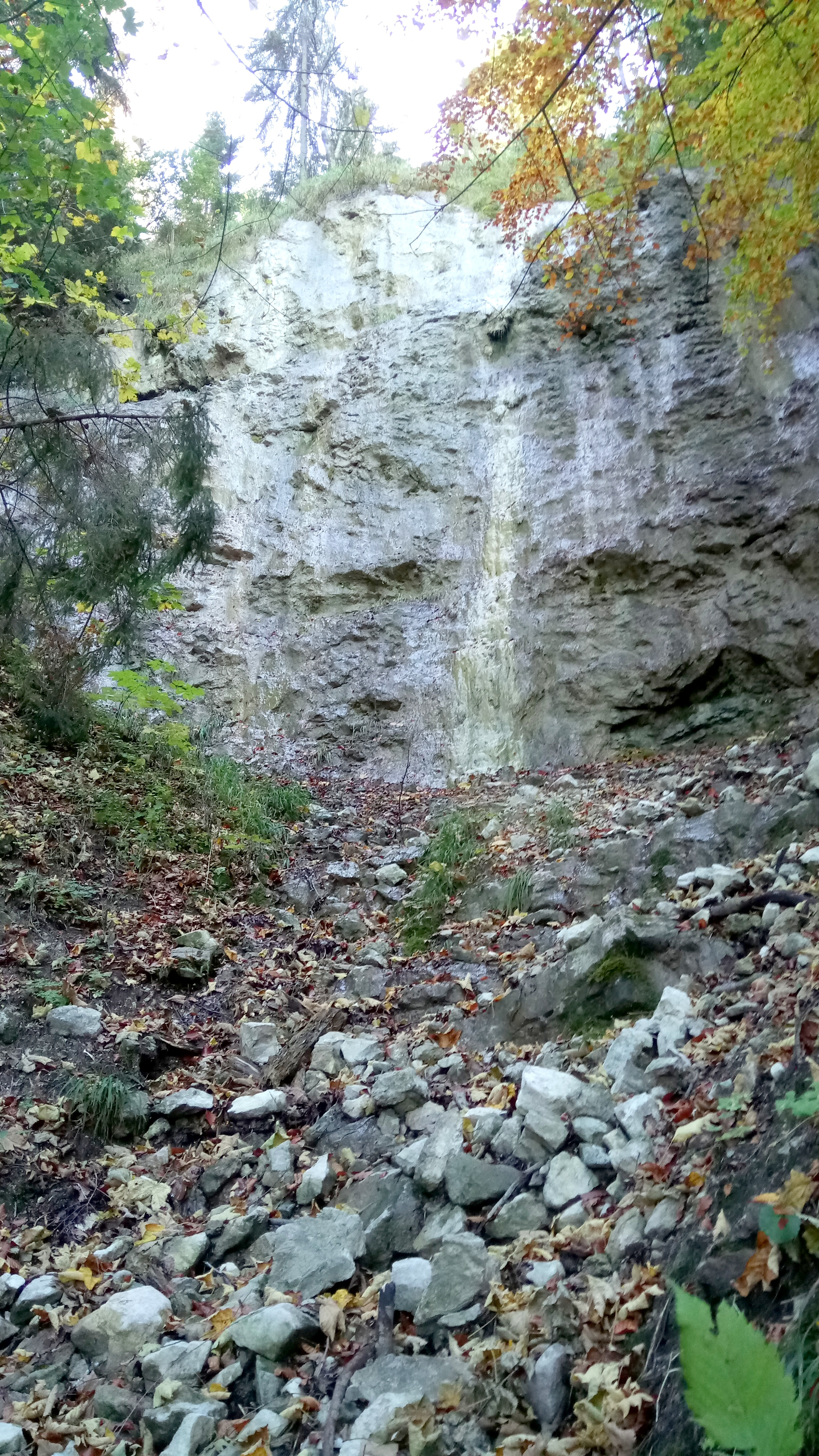
Zufluss zum Kaserbach an einem Felsriegel auf ca. 1100 m Höhe.